# Glenn Joyal
Pour les articles homonymes, voir Joyal.
 (juin 2017).
Glenn D. Joyal est un juge canadien. Il a été nommé juge en Chef de la Cour du Banc de la Reine du Manitoba le 4 février 2011, en remplacement de M. Marc Monnin, lors de son élévation à la Cour d'Appel du Manitoba.
Joyal poursuivit des Études Supérieures en Droit Public et en Théorie Politique à l'Université d'Oxford dans les années 1995-1996. Il a obtenu une Maîtrise ès Arts (avec distinction) de l'Université du Manitoba en 1992 et d'un Baccalauréat en droit en 1986, après des études à l'Université du Manitoba et l'Université McGill. Il a été admis au Barreau du Manitoba en 1987 et a pratiqué comme un avocat de la couronne pour la province du Manitoba (1986-1990), avec  Justice Canada (1990-1997) et puis avec le cabinet de Wolch Pinx Tapper Scurfield , à Winnipeg (1997-1998).
Joyal a été nommé juge de la Cour Provinciale du Manitoba en 1998, où il a développé son expertise en droit pénal et en droit constitutionnel. Le 2 mars 2007, il a été nommé à la Cour d'Appel du Manitoba, en remplacement de Charles Huband. Il est devenu juge à la Cour du Banc de la Reine du Manitoba, le 10 juillet 2007, en remplacement de A. L. Clearwater, qui a choisi de devenir juge surnuméraire. Il a été nommé juge en Chef Adjoint de la Cour du Banc de la Reine du Manitoba en janvier 2009.
Joyal travaille à la fois en anglais et en français et a servi en tant que Membre de plusieurs comités de la Cour Provinciale. Il a été Vice-Président du Conseil d'Administration pour Saint Mary's Academy, Membre du Conseil d'Administration pour Le Cercle Molière et un Membre de l'Association des juristes d'expression française du Manitoba.